# The Spits
The Spits is een Amerikaanse punkband die is opgericht in Kalamazoo, Michigan in 1993. De band verhuisde later naar Seattle, Washington om enkele jaren later weer terug te keren  naar Michigan.
The Spits heeft tot op heden zeven studioalbums, een verzamelalbum, twee livealbums, en een reeks singles en ep's uitgegeven. Vier van de acht studioalbums zijn getiteld The Spits en worden ook wel 1, 2, 3, en 4 genoemd. De band heeft albums uitgegeven bij onder andere de platenmaatschappijen Nickel and Dime Records, Slovenly Recordings, Dirtnap Records, Thriftstore Records, en In the Red Records.

## Huidige leden
- Sean Wood - gitaar, zang
- Erin Wood - basgitaar
- Wayne Draves - drums
- Broose Young - achtergrondzang

## Discografie
| Jaar | Titel                       | Label                 | Type   |
| ---- | --------------------------- | --------------------- | ------ |
| 2000 | The Spits                   | Nickel & Dime Records | Studio |
| 2003 | The Spits                   | Slovenly Recordings   | Studio |
| 2003 | The Spits                   | Dirtnap Records       | Studio |
| 2006 | 2006 European Tour          | P. Trash Records      | Live   |
| 2006 | Returning to Their Hometown | Thriftstore Records   | Studio |
| 2007 | The Spits Live 1            | Thriftstore Records   | Live   |
| 2009 | The Spits                   | Thriftstore Records   | Studio |
| 2011 | Kill the Kool               | In The Red Records    | Studio |
| 2011 | The Spits                   | In The Red Records    | Studio |